# Somatogyrus pennsylvanicus
Somatogyrus pennsylvanicus är en snäckart som beskrevs av Walker 1904. Somatogyrus pennsylvanicus ingår i släktet Somatogyrus och familjen tusensnäckor. Inga underarter finns listade i Catalogue of Life.